# 2025年オーストラリアグランプリ
2025年オーストラリアグランプリ（英: 2025 Australian Grand Prix、正式名称: Formula 1 Louis Vuitton Australian Grand Prix 2025）は、2025年のF1世界選手権の開幕戦として、2025年3月16日にアルバート・パーク・サーキットで開催された。

## 背景
タイヤ
ピレリが持ち込んだドライ用タイヤのコンパウンドはハード（白）：C3、ミディアム（黄）：C4、ソフト（赤）：C5の組み合わせ。
| ドライ用   | ドライ用       | ドライ用   | ウェット用           | ウェット用   |
| C3         | C4             | C5         | インターミディエイト | フルウェット |
| ---------- | -------------- | ---------- | -------------------- | ------------ |
| （ハード） | （ミディアム） | （ソフト） | （小雨用）           | （大雨用）   |
DRS：4箇所
※（　）内は検知ポイント
- DRS1：マーシャルライトNo.11より130m先から（ターン6から40m先）
- DRS2：ターン10より100m先から（DRS1と同様）
- DRS3：ターン14より30m先から（ターン13より90m手前）
- DRS4：ターン2より30m先から（DRS3と同様）

## エントリー
前年の最終戦からの変更点は以下の通り。
コンストラクター名の変更
- RBから「レーシングブルズ」に名称を変更。

ドライバーラインナップ
前年のコンストラクターズランキング順に記載。
- マクラーレン: 変更なし。
- フェラーリ: ウィリアムズに移籍したカルロス・サインツに代わり、メルセデスからルイス・ハミルトンが加入。
- レッドブル: チームを離脱したセルジオ・ペレスに代わり、RBからリアム・ローソンが加入（今季が初のフル参戦）。
- メルセデス: フェラーリに移籍したハミルトンに代わり、新人のアンドレア・キミ・アントネッリが加入。
- アストンマーティン: 変更なし。
- アルピーヌ: 変更なし。ジャック・ドゥーハンは今季が初のフル参戦。
- ハース: アルピーヌからエステバン・オコンが加入し、前年フェラーリ及びハースのリザーブドライバーを務めつつ3戦で代走参戦したオリバー・ベアマンが昇格（今季が初のフル参戦）。
- レーシングブルズ: 前年レッドブル及びRBのリザーブドライバーを務めた新人のアイザック・ハジャーが昇格。
- ウィリアムズ: チームを離脱したフランコ・コラピントに代わり、フェラーリからサインツが加入。
- キック・ザウバー: ハースからニコ・ヒュルケンベルグと、新人のガブリエル・ボルトレトが加入。

## フリー走行
FP1
2025年3月14日 12:30 AEDT(UTC+11)
FP2
2025年3月14日 16:00 AEDT(UTC+11)
FP3
2025年3月15日 12:30 AEDT(UTC+11)

### 各セッションの順位
| 順位  | ドライバー         | コンストラクター | タイム   |
| ----- | ------------------ | ---------------- | -------- |
| 1     | L.ノリス           | マクラーレン     | 1:17.252 |
| 2     | C.サインツ         | ウィリアムズ     | 1:17.401 |
| 3     | C.ルクレール       | フェラーリ       | 1:17.461 |
| 4     | O.ピアストリ       | マクラーレン     | 1:17.670 |
| 5     | M.フェルスタッペン | レッドブル       | 1:17.696 |
| 出典: |                    |                  |          |

| 順位  | ドライバー   | コンストラクター | タイム   |
| ----- | ------------ | ---------------- | -------- |
| 1     | C.ルクレール | フェラーリ       | 1:16.439 |
| 2     | O.ピアストリ | マクラーレン     | 1:16.563 |
| 3     | L.ノリス     | マクラーレン     | 1:16.580 |
| 4     | 角田裕毅     | レーシングブルズ | 1:16.784 |
| 5     | L.ハミルトン | フェラーリ       | 1:16.859 |
| 出典: |              |                  |          |

| FP3 \| 順位 \| ドライバー \| コンストラクター \| タイム \| \| --------- \| ------------------ \| ---------------- \| -------- \| \| 1 \| O.ピアストリ \| マクラーレン \| 1:15.921 \| \| 2 \| G.ラッセル \| メルセデス \| 1:15.960 \| \| 3 \| M.フェルスタッペン \| レッドブル \| 1:16.002 \| \| 4 \| C.ルクレール \| フェラーリ \| 1:16.188 \| \| 5 \| A.K.アントネッリ \| メルセデス \| 1:16.206 \| \| 出典: [7] \| \| \| \| | - 注: いずれもトップ5まで掲載。 |                  |          |
| 順位 | ドライバー                      | コンストラクター | タイム   |
| 1 | O.ピアストリ                    | マクラーレン     | 1:15.921 |
| 2 | G.ラッセル                      | メルセデス       | 1:15.960 |
| 3 | M.フェルスタッペン              | レッドブル       | 1:16.002 |
| 4 | C.ルクレール                    | フェラーリ       | 1:16.188 |
| 5 | A.K.アントネッリ                | メルセデス       | 1:16.206 |
| 出典: |                                 |                  |          |

## 予選
2025年3月15日 16:00 AEDT(UTC+11)（特記のない出典:）
- 気温32度、路面温度38度、曇、ドライ

ランド・ノリスがポールポジション、オスカー・ピアストリが2番手を獲得してマクラーレンがフロントローを独占した。前年度チャンピオンのマックス・フェルスタッペンはマクラーレン勢に続く3番手を確保し、角田裕毅は5番手とフェラーリ勢を上回る大健闘を見せた。一方、フェルスタッペンの新しいチームメイトとなったリアム・ローソンは18番手でQ1敗退を喫した。オリバー・ベアマンはQ1最初のコースイン直後にギアボックスの問題を訴え、アタックできずに予選を終えた。

### 予選結果
| 順位                | No. | ドライバー                     | コンストラクター                        | Q1       | Q2       | Q3       | Grid |
| ------------------- | --- | ------------------------------ | --------------------------------------- | -------- | -------- | -------- | ---- |
| 1                   | 4   | ランド・ノリス                 | マクラーレン-メルセデス                 | 1:15.912 | 1:15.415 | 1:15.096 | 1    |
| 2                   | 81  | オスカー・ピアストリ           | マクラーレン-メルセデス                 | 1:16.062 | 1:15.468 | 1:15.180 | 2    |
| 3                   | 1   | マックス・フェルスタッペン     | レッドブル-ホンダ・RBPT                 | 1:16.018 | 1:15.565 | 1:15.481 | 3    |
| 4                   | 63  | ジョージ・ラッセル             | メルセデス                              | 1:15.971 | 1:15.798 | 1:15.546 | 4    |
| 5                   | 22  | 角田裕毅                       | レーシングブルズ-ホンダ・RBPT           | 1:16.225 | 1:16.009 | 1:15.670 | 5    |
| 6                   | 23  | アレクサンダー・アルボン       | ウィリアムズ-メルセデス                 | 1:16.245 | 1:16.017 | 1:15.737 | 6    |
| 7                   | 16  | シャルル・ルクレール           | フェラーリ                              | 1:16.029 | 1:15.827 | 1:15.755 | 7    |
| 8                   | 44  | ルイス・ハミルトン             | フェラーリ                              | 1:16.213 | 1:15.919 | 1:15.973 | 8    |
| 9                   | 10  | ピエール・ガスリー             | アルピーヌ-ルノー                       | 1:16.328 | 1:16.112 | 1:15.980 | 9    |
| 10                  | 55  | カルロス・サインツ             | ウィリアムズ-メルセデス                 | 1:16.360 | 1:15.931 | 1:16.062 | 10   |
| 11                  | 6   | アイザック・ハジャー           | レーシングブルズ-ホンダ・RBPT           | 1:16.354 | 1:16.175 | n/a      | 11   |
| 12                  | 14  | フェルナンド・アロンソ         | アストンマーティン・アラムコ-メルセデス | 1:16.288 | 1:16.453 | n/a      | 12   |
| 13                  | 18  | ランス・ストロール             | アストンマーティン・アラムコ-メルセデス | 1:16.369 | 1:16.483 | n/a      | 13   |
| 14                  | 7   | ジャック・ドゥーハン           | アルピーヌ-ルノー                       | 1:16.315 | 1:16.863 | n/a      | 14   |
| 15                  | 5   | ガブリエル・ボルトレト         | キック・ザウバー-フェラーリ             | 1:16.516 | 1:17.520 | n/a      | 15   |
| 16                  | 12  | アンドレア・キミ・アントネッリ | メルセデス                              | 1:16.525 | n/a      | n/a      | 16   |
| 17                  | 27  | ニコ・ヒュルケンベルグ         | キック・ザウバー-フェラーリ             | 1:16.579 | n/a      | n/a      | 17   |
| 18                  | 30  | リアム・ローソン               | レッドブル-ホンダ・RBPT                 | 1:17.094 | n/a      | n/a      | PL 1 |
| 19                  | 31  | エステバン・オコン             | ハース-フェラーリ                       | 1:17.147 | n/a      | n/a      | 19   |
| 107% time: 1:21.225 |     |                                |                                         |          |          |          |      |
| NC                  | 87  | オリバー・ベアマン             | ハース-フェラーリ                       | DNS      | n/a      | n/a      | PL 2 |
| 出典:               |     |                                |                                         |          |          |          |      |

追記
- ^1 - ローソンはパルクフェルメ下でマシンセッティングを変更したためピットレーンスタート[11]。
- ^2 - ベアマンはQ1でタイムを記録できず107%ルールに抵触したが、スチュワードの裁定により決勝の出走を許可された[12]。また、パルクフェルメ下でサスペンションのセッティングを変更したためピットレーンスタートとなる[13]。

## 決勝
2025年3月16日 15:00 AEDT(UTC+11)
（特記のない出典: ）
- 気温16度、路面温度19度、雨、ウェット

雨が断続的に降る中、ランド・ノリスがポール・トゥ・ウィンで開幕戦を制した。前年度チャンピオンのマックス・フェルスタッペンが最後にノリスに迫るも及ばず2位、ジョージ・ラッセルはマクラーレン勢とフェルスタッペンの速さに及ばなかったが、サバイバルレースを勝ち残り3位表彰台を獲得した。母国グランプリであったオスカー・ピアストリは44周目にコースアウトを喫し、コース復帰に時間を要したため大きく順位を落としたが、9位まで戻してポイントを獲得した。5番手スタートの角田裕毅は天候の読み違えにより入賞圏外の12位でレースを終えた。
断続的に降る雨は特にルーキー（今季が初のフル参戦となるドライバーも含む）にとっては試練となり、まずアイザック・ハジャーがフォーメーションラップでクラッシュし、デビュー戦をスタートできなかった。このクラッシュによりフォーメーションラップはやり直しとなり、1周減算された57周でレースは行われた。スタート直後の1周目にはジャック・ドゥーハンとカルロス・サインツがそれぞれクラッシュを喫し、1回目のセーフティカーが導入された。34周目にはフェルナンド・アロンソがクラッシュし、2度目のセーフティカーが導入された。この頃には路面が乾きだしたため各車ドライ用のタイヤに交換していくが、再び大粒の雨が降り出してピアストリがコースアウトを喫したことから各車インターミディエイトタイヤに再び交換した。これに対しフェラーリ勢や角田はステイを選択するも、雨が強くなっていく。直後にガブリエル・ボルトレトとリアム・ローソンがそれぞれクラッシュを喫して3度目のセーフティカーが導入され、フェラーリ勢や角田もインターミディエイトタイヤに交換するが順位を下げ、角田は入賞圏外まで後退してしまった。アンドレア・キミ・アントネッリはアレクサンダー・アルボンを抜いて4位まで順位を上げ、ルーキーの中では最上位の結果を残した。レース終盤にフェルスタッペンがノリスを猛追するも、わずかに及ばなかった。

### レース結果
| 順位                                                    | No. | ドライバー                     | コンストラクター                        | 周回数 | タイム/リタイア原因 | Grid | Pts. |
| ------------------------------------------------------- | --- | ------------------------------ | --------------------------------------- | ------ | ------------------- | ---- | ---- |
| 1                                                       | 4   | ランド・ノリス                 | マクラーレン-メルセデス                 | 57     | 1:42:06.304         | 1    | 25   |
| 2                                                       | 1   | マックス・フェルスタッペン     | レッドブル-ホンダ・RBPT                 | 57     | +0.895              | 3    | 18   |
| 3                                                       | 63  | ジョージ・ラッセル             | メルセデス                              | 57     | +8.481              | 4    | 15   |
| 4                                                       | 12  | アンドレア・キミ・アントネッリ | メルセデス                              | 57     | +10.135             | 16   | 12   |
| 5                                                       | 23  | アレクサンダー・アルボン       | ウィリアムズ-メルセデス                 | 57     | +12.773             | 6    | 10   |
| 6                                                       | 18  | ランス・ストロール             | アストンマーティン・アラムコ-メルセデス | 57     | +17.413             | 13   | 8    |
| 7                                                       | 27  | ニコ・ヒュルケンベルグ         | キック・ザウバー-フェラーリ             | 57     | +18.423             | 17   | 6    |
| 8                                                       | 16  | シャルル・ルクレール           | フェラーリ                              | 57     | +19.826             | 7    | 4    |
| 9                                                       | 81  | オスカー・ピアストリ           | マクラーレン-メルセデス                 | 57     | +20.448             | 2    | 2    |
| 10                                                      | 44  | ルイス・ハミルトン             | フェラーリ                              | 57     | +22.473             | 8    | 1    |
| 11                                                      | 10  | ピエール・ガスリー             | アルピーヌ-ルノー                       | 57     | +26.502             | 9    |      |
| 12                                                      | 22  | 角田裕毅                       | レーシングブルズ-ホンダ・RBPT           | 57     | +29.884             | 5    |      |
| 13                                                      | 31  | エステバン・オコン             | ハース-フェラーリ                       | 57     | +33.161             | 19   |      |
| 14                                                      | 87  | オリバー・ベアマン             | ハース-フェラーリ                       | 57     | +40.351             | PL   |      |
| Ret                                                     | 30  | リアム・ローソン               | レッドブル-ホンダ・RBPT                 | 46     | アクシデント        | PL   |      |
| Ret                                                     | 5   | ガブリエル・ボルトレト         | キック・ザウバー-フェラーリ             | 45     | アクシデント        | 15   |      |
| Ret                                                     | 14  | フェルナンド・アロンソ         | アストンマーティン・アラムコ-メルセデス | 32     | アクシデント        | 12   |      |
| Ret                                                     | 55  | カルロス・サインツ             | ウィリアムズ-メルセデス                 | 0      | アクシデント        | 10   |      |
| Ret                                                     | 7   | ジャック・ドゥーハン           | アルピーヌ-ルノー                       | 0      | アクシデント        | 14   |      |
| DNS                                                     | 6   | アイザック・ハジャー           | レーシングブルズ-ホンダ・RBPT           | 0      | アクシデント        | 11   |      |
| 優勝スピード（勝者ノリスの平均速度）: 176.786 km/h      |     |                                |                                         |        |                     |      |      |
| ファステストラップ: ランド・ノリス - 1:22.167（43周目） |     |                                |                                         |        |                     |      |      |
| 出典:                                                   |     |                                |                                         |        |                     |      |      |

追記
- フォーメーションラップ中にハジャーのアクシデントが発生し、追加のフォーメーションラップを行ったため1周減算された。当初の予定は58周。

ラップリーダー
※太字は最多ラップリーダー
- ランド・ノリス - 54周 (1-43, 47-57)
- マックス・フェルスタッペン - 2周 (44-45)
- ルイス・ハミルトン - 1周 (46)

## 主な記録
（特記のない出典: ）
ドライバー
- 10回目のポールポジション: ランド・ノリス
- 10年連続表彰台: マックス・フェルスタッペン - 史上11人目
- 初参戦/初出走/初完走/初入賞: アンドレア・キミ・アントネッリ - デビュー戦で入賞したのは、昨年のサウジアラビアグランプリのオリバー・ベアマン以来80人目。18歳203日での入賞は、2015年マレーシアグランプリのマックス・フェルスタッペン（17歳180日）に次ぐ2番目の若さ。
- 初参戦/初出走: ガブリエル・ボルトレト
- 初参戦: アイザック・ハジャー

コンストラクター
- 190回目の優勝: マクラーレン
- 初参戦/初出走/初完走: レーシングブルズ

## 第1戦終了時点のランキング
| 順位  | ドライバー                     | ポイント |
| ----- | ------------------------------ | -------- |
| 1     | ランド・ノリス                 | 25       |
| 2     | マックス・フェルスタッペン     | 18       |
| 3     | ジョージ・ラッセル             | 15       |
| 4     | アンドレア・キミ・アントネッリ | 12       |
| 5     | アレクサンダー・アルボン       | 10       |
| 出典: |                                |          |

| 順位  | コンストラクター                        | ポイント |
| ----- | --------------------------------------- | -------- |
| 1     | マクラーレン-メルセデス                 | 27       |
| 2     | メルセデス                              | 27       |
| 3     | レッドブル-ホンダ・RBPT                 | 18       |
| 4     | ウィリアムズ-メルセデス                 | 10       |
| 5     | アストンマーティン・アラムコ-メルセデス | 8        |
| 出典: |                                         |          |

- 注：いずれもトップ5まで掲載。マクラーレンとメルセデスは同点だが、上位フィニッシュの回数によりマクラーレンが1位、メルセデスが2位となる。